# 中国人民武装警察部队呼和浩特指挥学院
中国人民武装警察部队呼和浩特指挥学院，简称武警呼和浩特指挥学院，是曾经存在的一所武警部队初级指挥干部军事高等院校，隶属武警内蒙古总队，正师级。已改建为非学历教育的中国人民武装警察部队内蒙古区域训练基地。
学院面向内蒙古、河北、山西、辽宁、吉林、黑龙江招收应届高中毕业生。

## 历史与沿革
- 1983年11月5日，国务院批准武警内蒙古总队教导大队正式改建中国人民武装警察部队呼和浩特指挥学校（武警呼和浩特指挥学校）。
- 2004年，建立中国人民武装警察部队指挥学院呼和浩特分院，合署办公。
- 2006年，武警呼和浩特指挥学校、武警指挥学院呼和浩特分院合并，升格中国人民武装警察部队呼和浩特指挥学院。
- 2011年，撤销，改建为中国人民武装警察部队内蒙古区域训练基地。

## 专业
- 武警指挥专业